# خدمة اجتماعية
العمل الاجتماعي أو الخدمة الاجتماعية (بالإنجليزية: Social work)‏ هو تخصص أكاديمي ومهنة قائمة على الممارسة والتي تهتم بالأفراد والأسر والمجتمعات في محاولة لتعزيز الأداء الاجتماعي والرفاه العام. العمل الاجتماعي هو الطريقة التي يؤدي بها الناس أدوارهم الاجتماعية، والمؤسسات الهيكلية التي يتم توفيرها لدعمهم. يطبق العمل الاجتماعي العلوم الاجتماعية، مثل علم الاجتماع، علم النفس، العلوم السياسية، الصحة العامة، تنمية المجتمع، القانون، الاقتصاد، للمشاركة مع أنظمة العملاء، وإجراء التقييمات، وتطوير التدخلات لحل المشكلات الاجتماعية والشخصية؛ ولإحداث التغيير الاجتماعي. غالبًا ما تنقسم ممارسات العمل الاجتماعي إلى عمل متناهي الصغر، ويشمل العمل مباشرة مع الأفراد أو المجموعات الصغيرة؛ والعمل الكلي، الذي ينطوي على العمل مع المجتمعات، وضمن السياسة الاجتماعية، تشجيع التغيير على نطاق أوسع.
تطورت صناعة العمل الاجتماعي في القرن التاسع عشر،  مع بعض جذورها في العمل الخيري التطوعي والتنظيم على مستوى القاعدة الشعبية. ومع ذلك، كانت الاستجابة للاحتياجات الاجتماعية موجودة قبل ذلك بوقت طويل، وبشكل أساسي من الجمعيات الخيرية الخاصة والمنظمات الدينية. فرضت آثار الثورة الصناعية والكساد العظيم في ثلاثينيات القرن العشرين ضغطًا على العمل الاجتماعي لتصبح مجالًا أكثر تحديدًا.

## مهنة الخدمة الاجتماعية
الخدمة الاجتماعية هدفها الرئيسى تنمية المجتمعات وذلك عن طريق البحث عن القوى والعوامل المختلفة التي تحول دون النمو والتقدم الاجتماعي مثل الحرمان والبطالة والمرض والظروف المعيشية السيئة التي تخرج من نطاق قدرة الأفراد الذين يعانون منها والتي تعمل على شقائهم كما تبحث عن أسباب العلل في المجتمع لكي تتصدى وتكافح هذه الأسباب وتنتق أنسب الوسائل الفعالة في المجتمع للقضاء عليها أو التقليل من أثارها والأضرار التي تنتج عنها إلى أدنى حد ممكن.

## فلسفة الخدمة الاجتماعية
هي في مفهومها فلسفة اجتماعية أخلاقية، وذلك أن جذور فلسفة الخدمة الاجتماعية تتصل وترتبط بالدين والنزعة الإنسانية، فالخدمة الاجتماعية تستمد فلسفتها من الأديان السماوية والحركات الإنسانية والعلوم الاجتماعية والطبيعية والخبرات العلمية للأخصائيين الاجتماعين. لذالك نقول أن فلسفة الخدمة الاجتماعية سبقت ظهور المهنة بوقت طويل. تعتمد فلسفة الخدمة الاجتماعية على الركائز الأساسية: الإيمان بقيمة الفرد وكرامته والإيمان بالفرق الفردية سواء بين الأفراد أو المجتمعات أو الجماعات. الإيمان بحق الفرد بممارسة حريته في حدود القيم المجتمعية. حق الفرد في تقرير مصيره مع عدم الإضرار بحقوق الغير. تؤمن الخدمة الاجتماعية بالعدالة الاجتماعية بين جنس وآخر أو بين ديانه وآخرى. تؤمن بالحب والتسامح. تؤمن أن الإنسان هو الطاقة الفريده في إحداث التغيير الاجتماعى ومن أجل رفاهيته مع المساعدة على تأدية الأدوار الاجتماعية التي تعوق القيام بها مثل دور رب الأسرة في الإنتاج والعمل.

## تاريخ العمل الاجتماعي

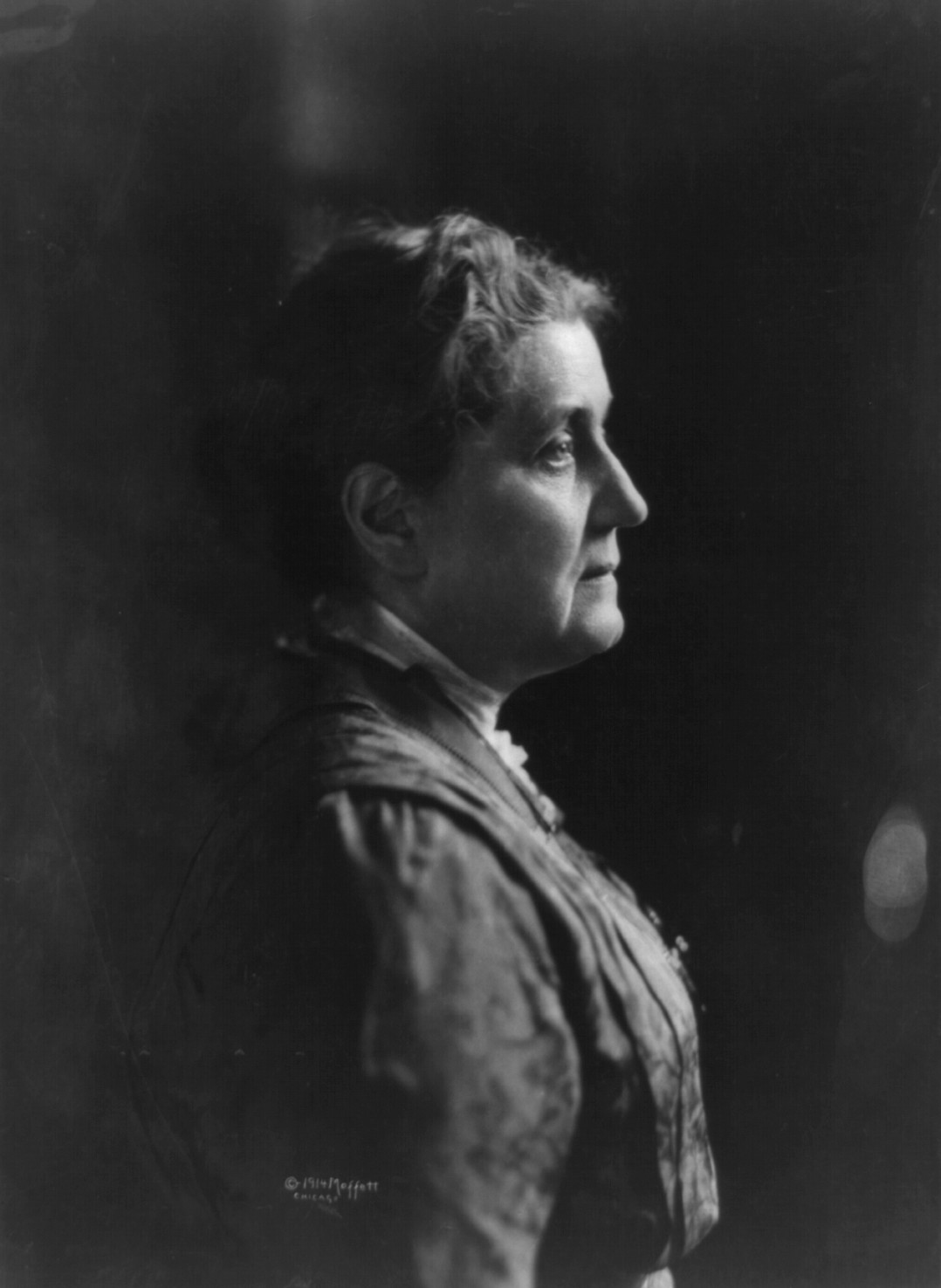
"جين آدمز" تعتبر من أوائل الرواد الذين قادوا مسيرة العمل الاجتماعي في الولايات المتحدة الأمريكية.

يتمتع العمل الاجتماعي بتاريخه العريق في النهوض بالمجتمع ومحاربة الفقر والمشكلات التي تنجم عنه. ونتيجة لذلك، فإن العمل الاجتماعي يرتبط إلى حد كبير بفكرة العمل الخيري، ولكن يجب أن يتم التعامل معه من منظور أشمل. يرجع مفهوم العمل الخيري إلى عصور قديمة، هذا وتدعو جميع الأديان السماوية إلى فعل الخير والحض على مساعدة الفقراء وتقديم العون لهم.
إن ممارسة العمل الاجتماعي -باعتباره مهنة- تستند إلى حد ما على أساس علمي، حيث يرجع تطبيق ذلك إلى القرن التاسع عشر. وبدأت هذه الممارسة في أول الأمر في الولايات المتحدة الأمريكية وإنجلترا. وبعد نهاية نظام الإقطاع، فقد رأى البعض أن الفقراء أصبحوا يمثلون خطرًا يهدد النظام الاجتماعي، ولذلك قامت الدولة بتشكيل هيئة لتقديم الرعاية لهم. لقد ارتبط تطوير مهنة العمل الاجتماعي ارتباطًا وثيقًا بالصحة العامة والطب النفسي، وبحلول القرن العشرين امتد ذلك ليشمل الرؤى المتطرفة والفلسفات النسائية.

### التنمية المهنية المعاصرة
صرحت الفيدرالية الدولية للعاملين في المجال الاجتماعي بأنه في هذه الأيام: 
 «يضع العمل الاجتماعي أسس منهجيته التي تستند إلى الهيكل النظامي للمعلومات القائمة على البحث والدراسة والتي تم الحصول عليها من خلال تقييم البحث والممارسة، بما في ذلك المعلومات المحلية والمعلومات الفعلية الخاصة بهذا السياق. كما أنه يتعرف على مدى صعوبة تفاعل الأفراد مع البيئة المحيطة بهم ومدى قدرتهم على التأثير فيها والتأثر بها وتغيير هذه التأثيرات التي تخلفها عليهم، ومن بينها العوامل الاجتماعية السيكولوجية الحيوية. هذا، وترتكز مهنة العمل الاجتماعي على النظريات الخاصة بتطور الإنسان وسلوكه والنظم الاجتماعية بهدف تحليل المواقف المعقدة وإيجاد حلول لها وتيسير حدوث عملية التغيير على مستوى الأفراد والجماعات والمنظمات والمجتمعات والثقافات المختلفة.» 

يتميز الوضع الحالي للتنمية المهنية المتعلقة بالعمل الاجتماعي بأمرين مهمين سنوردهما فيما يلي. هناك عدد كبير من البحوث التقليدية النفسية والاجتماعية (سواء كانت كيفية أو كمية) التي يجريها العديد من الباحثين بالجامعات أو المعاهد أو المؤسسات التعليمية أو الهيئات المعنية بتقديم الخدمات الاجتماعية. وفي غضون ذلك، يواصل معظم الأخصائيين الاجتماعيين «الممارسين» عملهم ودراستهم من أجل التوصل إلى المعلومات اللازمة واكتساب معارف جديدة. هذا، ولا يزال الجدل مُثارًا حول طبيعة العمل الاجتماعي منذ بداية ممارسته كمهنة في العقد الأول من القرن العشرين. ويتمثل أحد الأسباب الرئيسية التي أدت إلى وجود فجوة بين المعلومات التي تم الحصول عليها من خلال الممارسة والمعلومات التي تم التوصل إليها عن طريق البحث في أن الأخصائيين الاجتماعيين يتعاملون مع المواقف الفريدة والحالات الخاصة بينما يركز البحث على الحالات المتشابهة. لذا، يمكن القول إن الجمع بين المصدرين الذين يتم من خلالهما الحصول على المعلومات يعد غالبًا أمرًا غير تام ولا يتسم بالدقة. ومع ذلك، فإننا نأمل في إيجاد حل لسد هذه الفجوة من خلال الجمع -كما هو الحال بالنسبة للعديد من المجالات التطبيقية- بين أفضل الممارسات العملية التي تحاول ربط نتائج البحث وخبرة الأخصائيين الاجتماعيين الأجلاء بتقنيات الممارسة الفعالة وأساليبها الحديثة. وعلى الرغم من أن العمل الاجتماعي يعد متأصلاً في الثورة المعلوماتية، فإن التنمية المهنية المعاصرة التي شهدها مجال العمل الاجتماعي تتجلى في التغلب على تحديات تكنولوجيا المعلومات والبعد عما تحمله من مساوئ والاستفادة من فوائدها الجمة لتقديم المساعدة للعملاء من خلالها.

## المؤهلات
على وجه العموم، فالأخصائيون الاجتماعيون الذين يمارسون العمل الاجتماعي باعتباره مهنة هم هؤلاء الأفراد الذين يحملون شهادة مؤهل بالخدمة الاجتماعية. وفي الغالب، يجب أن يحصل هؤلاء الأخصائيون الاجتماعيون على تصريح يجيز لهم مزاولة العمل بهذا المجال أو أن يتم تسجيلهم رسميًا باعتبار أنهم يزاولون هذه المهنة بالفعل. في معظم دول العالم الغربي، يبدأ الأخصائيون الاجتماعيون مزاولة العمل الاجتماعي بمجرد حصولهم على شهادة بكالوريوس الخدمة الاجتماعية (بكالوريوس الآداب أو بكالوريوس العلوم أو بكالوريوس الخدمة الاجتماعية). كما تمنح أيضًا بعض الدول، مثل الولايات المتحدة الأمريكية، درجات علمية لطلبة الدراسات العليا مثل درجة الماجستير (ماجستير في الآداب أو في العلوم أو في الخدمة الاجتماعية) أو درجة الدكتوراه (دكتوراه في الفلسفة أو دكتوراه في الخدمة الاجتماعية).
في المملكة المتحدة، غالبًا ما يُطلَق لفظ أخصائي الخدمات الاجتماعية أو أخصائي الرعاية الاجتماعية على هؤلاء الأفراد الذين لم يتم تسجيلهم مهنيًا وغالبًا هم الذين لا يحملون أي مؤهل رسمي بالخدمة الاجتماعية. في إنجلترا، لا بد من أن يتم تسجيل الفرد الذي يرغب في الالتحاق بمجال العمل الاجتماعي في المجلس العام للرعاية الاجتماعية حتى يتمكن من ممارسة مهنة العمل الاجتماعي قانونًا ويطلق عليه اسم «الأخصائي الاجتماعي». وجاء ذلك عقب إصدار قانون معايير الرعاية لعام 2000 الذي ينص على الإجراءات اللازمة لحماية التسجيل في إنجلترا منذ أبريل عام 2005. ووفقًا لقطاع الصحة العقلية في المملكة المتحدة، فمنذ نوفمبر عام 2008، فإنه من الممكن أن يتم منح أي مؤهل آخر؛ ألا وهو مؤهل أخصائي الصحة العقلية المعتمد (Approved Mental Health Professional). لقد تمت الاستعاضة عن مؤهل الأخصائي الاجتماعي المعتمد بمؤهل أخصائي الصحة العقلية المعتمد وأصبح ذلك جزءًا من الإصلاح الذي تم بموجب قانون الصحة العقلية لعام 2007. وهذا يُمكِّن الأخصائي من تقييم الحالة وعمل تقرير لها يقوم بتقديمه إلى المستشفى لكي يتم قبولها طبقًا لقانون الصحة العقلية لعام 1983. وحيث أنه كان يجوز للأخصائي الاجتماعي المؤهَل فحسب أن يصبح أخصائيًا اجتماعيًا معتمدًا، فإن الأفراد العاملون بمهن أخرى ترتبط بتقديم خدمة للفرد مثل التمريض أو العلاج المهني يمكنهم أيضًا بدء تلقي التدريب الإضافي اللازم لتأهيلهم ليكونوا من أخصائيي الصحة العقلية المعتمدين. وهكذا، يبدو عالم العمل الاجتماعي ممتعًا وساطعًا بالنسبة للعديد من الدارسين الواعدين في جميع مستويات التعليم ومراحله المختلفة.
في عدد من الدول، فإنه وفقًا للقوانين يتعين أن يتم تسجيل الأفراد العاملين بمجال العمل الاجتماعي كأخصائيين اجتماعيين أو منحهم تصريح بمزاولة المهنة كما يتعين عليهم أن يكونوا من حملة المؤهلات الرسمية. وفي دول أخرى، يضع اتحاد المهنيين شروطًا خاصة بمستوى التعليم والخبرة كأساس لقبول العضوية فيها. وبعد أن تُوجت جهود هذه الاتحادات المهنية بالنجاح، فقد اتضح من خلال ذلك أن أدرك أرباب العمل مدى أهمية هذه الشروط التي وضعتها من قبل من أجل الحصول على وظيفة.

### الاتحادات المهنية
هناك عدد من الاتحادات المهنية الخاصة بالأخصائيين الاجتماعيين. تهدف هذه الاتحادات المهنية إلى الدفاع عن حقوق أعضائها بوجه خاص والأخصائيين الاجتماعيين بوجه عام، إلى جانب تقديم التوجيهات والإرشادات الأخلاقية وبعض أشكال الدعم الأخرى. ومن بين هذه الاتحادات، الاتحاد الدولي للأخصائيين الاجتماعيين، الاتحاد الدولي للأخصائيين الاجتماعيين والاتحاد الدولي لكليات ومعاهد الخدمة الاجتماعية، الاتحاد الدولي لكليات ومعاهد الخدمة الاجتماعية. أما في الولايات المتحدة الأمريكية، تعد الجمعية الوطنية للأخصائيين الاجتماعيين، الجمعية الوطنية للأخصائيين الاجتماعيين هي أكبر اتحاد مهني على مستوى الدولة. كما يتألف اتحاد كليات الخدمة الاجتماعية هناك من الأخصائيين الاجتماعيين الذين تم تعيينهم من قبل الهيئات التعليمية وإدارات الكليات على مستوى الولايات الأمريكية.
على المستوى القومي، هناك أيضًا العديد من الهيئات والمؤسسات التي تنظم مسيرة العمل الاجتماعي داخل بلادها. ومن بينها، الجمعية البريطانية للأخصائيين الاجتماعيين، الجمعية البريطانية للأخصائيين الاجتماعيين، المملكة المتحدة/بالمملكة المتحدة، والجمعية الأسترالية للأخصائيين الاجتماعيين، والاتحاد المهني للأخصائيين الاجتماعيين، الاتحاد اليوناني للأخصائيين الاجتماعيين.

## دور الإخصائيين الاجتماعيين
يتمتع الأخصائيون الاجتماعيون بإيمانهم القوي بالعمل على تحقيق المساواة وإقرار العدالة الاجتماعية ورفع الظلم عن فئات المجتمع. تشتمل المهام الأساسية التي يتولاها الأخصائيون الاجتماعيون على تقديم الخدمات المختلفة مثل إدارة الحالات (أي ربط العملاء بالهيئات المعنية وبالبرامج التي تلبي احتياجاتهم الاجتماعية النفسية) والخدمة الاجتماعية الطبية والإرشاد النفسي (العلاج النفسي) وإدارة الخدمات الإنسانية وتحليل سياسات خدمات الرعاية (خدمة الرعاية) الاجتماعية وتنظيم المجتمع وتقديم الدعم للآخرين والدفاع عن حقوقهم والاهتمام بالتعليم (في كليات ومعاهد الخدمة الاجتماعية)، إلى جانب التركيز على بحث ودراسة العلوم الاجتماعية. يعمل العديد من الأخصائيين الاجتماعيين ذوي الخبرة في مختلف المؤسسات سواء كانت المؤسسات الربحية أو غير الربحية أو المؤسسات العامة التي تقدم الخدمات الاجتماعية ومن بينها المؤسسات العامة التي تعول الفقراء وكبار السن وأسرهم والمستشفيات والجمعيات الخيرية ومنظمات الصحة العامة والمدارس والمنظمات الدينية وتقديم الدعم للعاملين والمؤسسات الخيرية وكذلك الهيئات العسكرية. من ناحية أخرى، يعمل بعض الأخصائيين الاجتماعيين كأخصائيي العلاج النفسي أو مرشدين نفسيين أو أخصائيي الصحة العقلية وغالبًا ما يعملون جنبًا إلى جنب مع الأطباء النفسيين أو الأخصائيين النفسيين أو غيرهم من المتخصصين في مجال الطب. هذا، وقد يعمل الأخصائيون الاجتماعيون أيضًا بمفردهم ويقومون بنفس دور أخصائيي العلاج النفسي -مع العلم بأنهم قد استمدوا خبرتهم من خلال ممارسة العمل في عياداتهم الخاصة- وذلك في الولايات المتحدة الأمريكية كما أنهم يكونون على أتم استعداد لتحمل المسئولية الكاملة تجاه ذلك بالتأكيد مثل شركات التأمين. وإضافة إلى ذلك، يركز بعض الأخصائيين الاجتماعيين جهودهم على السياسة الاجتماعية أو إدارة البحث الأكاديمي بما يتماشى مع ممارسة العمل الاجتماعي أو أخلاقياته. ويعني ذلك أن مستوى هذا التركيز يتفاوت من دولة إلى أخرى ومن عصر إلى آخر وذلك وفقًا لطبيعة المهام والمجالات المختلفة. لقد كان بعض هذه المجالات مثار الجدل والمناقشة حول إذا ما كانت تعد بشكل ملائم جزءًا من رسالة العمل الاجتماعي أم لا.
تقوم العديد من الهيئات بتشغيل الأخصائيين الاجتماعيين من أجل العمل باستقلالية تامة كمرشدين نفسيين أو باحثين في أحوال الأسرة أو أخصائيين في العلاج الأسري، ومن بين هذه الهيئات الوزارات الحكومية (ولا سيما في المجالات التي تتعلق برعاية الأسرة والطفل والصحة العقلية وخدمات الإصلاح والتأهيل والإدارات التعليمية) والمستشفيات والمنظمات الأهلية التي تقدم خدمات الرعاية الصحية والاجتماعية والعيادات الخاصة.

## أدوار المنظم الإجتماعي
يقوم بعملية العمل بين المنظمات أخصائى اجتماعي ممارس أي أنه يمارس تلك العملية ضمن متطلبات واجباته المهنية بالمنظمة التي يعمل بها كما يقوم بهذه العملية أخصائي اجتماعي متخصص.
- - وبالنسبة للممارس فإنه عندما يقوم بأنشطة تتعلق بالعمل بين المنظمات فإنه يمارس الأدوار التالية:
- دور ممثل المنظمة.
- دور عضو الفريق.
- دور المبادل.
  - اما المنظم الاجتماعى الذي يمارس أساسا عملية العمل بين المنظمات فإنه يقوم بالأدوار التالية:
- دور واضع الاستراتيجية.
- دور المجدد.
- دور الموجه لعملية التباري.
- دور موزع المنافع.
- دور مكون للأهداف.
- دور ضابط الاتصال.

## إسهامات الأخصائي الاجتماعي في العمل الاجتماعي
يوجد ثلاثة أنواع أو مستويات عامة تتعلق بطبيعة الممارسة العامة للعمل الاجتماعي سنوردها فيما يلي. يتمثل المستوى الأول في مستوى الوحدات الكبرى للممارسة العامة للعمل الاجتماعي حيث يتضمن التعامل من منظور شامل مع المجتمع أو المجتمعات ككل. ويشتمل هذا المستوى الذي نحن بصدده على وضع السياسة الاجتماعية التي تهدف إلى الدفاع عن الحقوق على المستوى القومي أو الدولي. أما المستوى الثاني، فيوصف بأنه مستوى الوحدات المتوسطة للممارسة العامة في العمل الاجتماعي. ويتضمن هذا المستوى العمل مع الهيئات والمنظمات الصغيرة والجماعات الأخرى الصغيرة. ويشمل هذا المستوى من الممارسة العامة وضع السياسات في إطار هيئة ما مختصة بالعمل الاجتماعي وتقديم الخدمات الاجتماعية أو تطوير وتفعيل البرامج الخاصة بأحد المجتمعات المجاورة. أما المستوى الثالث والأخير فهو مستوى الوحدات الصغرى للممارسة العامة والذي يتضمن تقديم الخدمات للأفراد والعائلات.
هناك العديد من الأنشطة التي تتم ممارستها على نطاق واسع، ومن أهمها الأنشطة الممثلة للعمل الاجتماعي، حيث يعمل الأخصائيون الاجتماعيون مع أنساق متعددة في معظم البيئات المختلفة. وعلى وجه العموم، فإن الأخصائيين الاجتماعيين الذين يزاولون عملهم في مجال الممارسة الإكلينيكية أو المباشرة للخدمة الاجتماعية يعملون وفقًا لمستوى الوحدات الصغرى للعمل الاجتماعي. أما الأخصائيون الاجتماعيون الذين يعملون في مجال الممارسة العامة، فإنهم بذلك يعملون وفقًا لمستوى الوحدات المتوسطة أو الكبرى للعمل الاجتماعي. ونورد فيما يلي القوائم التي توضح تفصيلاً عددًا من أنواع الوظائف التي قد يعمل بها الأخصائيون الاجتماعيون.

## أهداف الخدمة الاجتماعية
- اهدف وقائية.
- أهداف علاجية.
- أهداف تنموية.

الخدمة الاجتماعية هدفها الرئيسى تنمية المجتمعات، وذلك عن طريق البحث عن القوى والعوامل المختلفة، التي تحول دون النمو والتقدم الاجتماعى، مثل الحرمان والبطالة والمرض والظروف المعيشية السيئة، التي تخرج من نطاق قدرة الأفراد الذين يعانون منها والتي تعمل على شقائهم، كما تبحث عن أسباب العلل في المجتمع لكى تتصدى وتكافح هذه الأسباب وتنتق أنسب الوسائل الفعالة في المجتمع للقضاء عليها أو التقليل من أثارها والأضرار التي تنتج عنها إلى أدنى حد ممكن.
فلسفة الخدمة الاجتماعية في مفهومها فلسفة اجتماعيه أخلاقيه، وذلك أن جذور فلسفة الخدمة الاجتماعية تتصل وترتبط بالدين والنزعة الإنسانية، فالخدمة الاجتماعية تستمد فلسفتها من الأديان السماوية والحركات الإنسانية والعلوم الاجتماعية والطبيعية والخبرات العلمية للأخصائيين الاجتماعيين، لذالك نقول أن فلسفة الخدمة الاجتماعية سبق ظهورها المهنة بوقت طويل.

## وصلات خارجية
- Sanctuary Personnel: الهيئة البريطانية لإخصائيي العمل الاجتماعي (Specialist Social Work Agency)
- National Association of Social Workers: الجمعية الوطنية التي تنظم عضوية الإخصائيين الاجتماعيين من أجل ممارسة عملهم في الولايات المتحدة الأمريكية
- Australian Association of Social Workers: الهيئة القومية للإخصائيين الاجتماعيين بأستراليا (National body for Australian Social Workers)
- Canadian Association of Social Workers: تعتبر هذه الرابطة بمثابة اتحاد يتألف من عشر منظمات للعمل الاجتماعي، منها تسع منظمات تمارس عملها على مستوى الريف ومنظمة واحدة إقليمية، حيث تقوم هذه الرابطة بدور رائد وفعال في تعزيز وتطوير مهنة العمل الاجتماعي في كندا.
- Council on Social Work Education: هو هيئة معتمدة لوضع برامج العمل الاجتماعي وتفعيلها في الولايات المتحدة الأمريكية.
- Society for Social Work and Research: هي منظمة أمريكية تركز اهتمامها على بحوث العمل الاجتماعي.
- Social Work Manifesto
- Definition of Social Work: مفهوم العمل الاجتماعي الذي أقره الاتحاد الدولي للإخصائيين الاجتماعيين في يوليو عام 2000. تمت الترجمة أيضًا إلى اللغة الألمانية على موقع: Austrian National Federation of Social Workers
- Social Work & Society - Online Journal for Social Work and Social Policy.: صحيفة إليكترونية تركز على شئون العمل الاجتماعي. Open Access and Non-Governmental
- The New Social Worker Online
- Micro, Mezzo, & Macro Practice Skills: مستويات الممارسة العامة بالنسبة للوحدات الكبرى والمتوسطة والصغرى والمهارات الخاصة بها، وهذا ما ورد عن قسم الخدمة الاجتماعية التابع لجامعة Northwestern State University's.
- Social Care Online: هي قاعدة بيانات بريطانية تتعلق بأساليب الرعاية الاجتماعية وتصدر على شبكة الإنترنت. تحتوي على نوع الرعاية الاجتماعية والقائمة التي تضم منظمات الرعاية الاجتماعية في المملكة المتحدة.
- Rambhau Mhalgi Prabodhini, India
- Trabajo social (Spanish)
- greatsocialcare.co.uk: مجلس المهن البريطاني للإخصائيين الاجتماعيين وإخصائيي الرعاية الاجتماعية.
- Community Care: موقع بريطاني/مجلة بريطانية للإخصائيين الاجتماعيين
- The Social Work Podcast: برامج إذاعية مميزة ترتكز على تقديم معلومات حول العمل الاجتماعي للإخصائيين الاجتماعيين والتربويين والباحثين ومسئولي المجتمع وواضعي السياسات.
- Living Proof - Podcast of the University of Buffalo School of Social Work